# Карагайлы (озеро)
Карагайлы— небольшое озеро Башкортостана, относится к бассейну реки Урал. Высота озера 518 м над уровнем моря. Соединено водотоком с соседним озером Большие Учалы. Находится рядом с селом Учалы.

## Морфометрия
Площадь поверхности 3,84 км² . Длина 2,4 км, средняя ширина 1,5 км, средняя глубина 3,2 м, максимальная 4,0 м. Объём воды 12,0 млн. м³. Площадь водосбора 22,0 км². 

## География
В окрестностях озера сосново-берёзовые леса, а у берега водоёма можно встретить такие растения, как озёрный камыш, осоку, многоколосковую пушицу, южный тростник, узколистный рогоз.
Углубление озера расположено в породах ирендыкской свиты (нижний и средний девон — базальтовые, андезибазальтовые, туфопесчаниковые и песчаниковые породы). Дно выровненное, покрыто илом. Пологие берега озера в некоторых местах переходят в возвышенности. В водоёме обитают карась, щука и другие виды рыб.